# چلو (آبخاز)
چلو (به لاتین: Chlou) یک روستا در گرجستان است که در ناحیه اوچامچیرا واقع شده‌است. چلو ۱٬۶۰۹ نفر جمعیت دارد.